# Les Radley
Les Radley (titre original : The Radleys) est un roman fantastique écrit par le romancier britannique Matt Haig et publié en 2010. Le roman a été traduit en français par Françoise du Sorbier en 2010 chez Albin Michel. 

## Résumé
Bishopton, 17 Orchid Lane : c'est là que la famille Radley habite. Apparemment, ils forment une famille normale et ordinaire : un père, une mère et deux enfants qui doivent faire face aux problèmes de l'adolescence. Mais les Radleys ont besoin de sang. Être un vampire au XXIe siècle est un véritable défi. Depuis vingt ans, ils ont donc décidé de renoncer à cette habitude. Toutefois, dire non à ses propres instincts et désirs n'est pas facile. Cette difficulté est accompagnée par le portrait de notre société contemporaine, où ses contradictions et ses aspects absurdes émergent à travers l'expérience de cette grotesque famille vampirique.

## Personnages

### Peter Radley
Peter est le père de la famille Radley. Il est médecin et, comme le reste de sa famille, il a du mal à faire face au quotidien et à ses défis. Son mariage n'est pas des plus heureux. Raison pour laquelle il ne refuse pas les regards malicieux de sa voisine, Lorna Felt.

### Helen Radley
Mère de la famille Radley, Helen est obligée de se conformer à la communauté anglaise où elle habite. Sa frustration touche aussi sa vie intime avec son mari, Peter. En se refusant à lui, elle assiste à la dégradation de son mariage.

### Rowan Radley
Rowan est le fils aîné de la famille Radley. Son monde se compose de littérature et de poésie, où il trouve un aimable refuge. Sa vie à l'école n'est pas facile : ses camarades font de lui l'objet des moqueries et le jeune garçon ne peut plus supporter cette situation.

### Clara Radley
Sœur de Rowan, Clara est touchée par les changements de l'adolescence et de l'âge adulte. En fait, elle décide de devenir végétarienne et puis végétalienne, afin que les animaux puissent lui donner un peu plus d'amour. Le personnage de Clara est central : après l’agression de la part d'un camarade, elle déchaîne sa nature de vampire et satisfait son désir irrésistible de sang humain.